# 豊田北バイパス

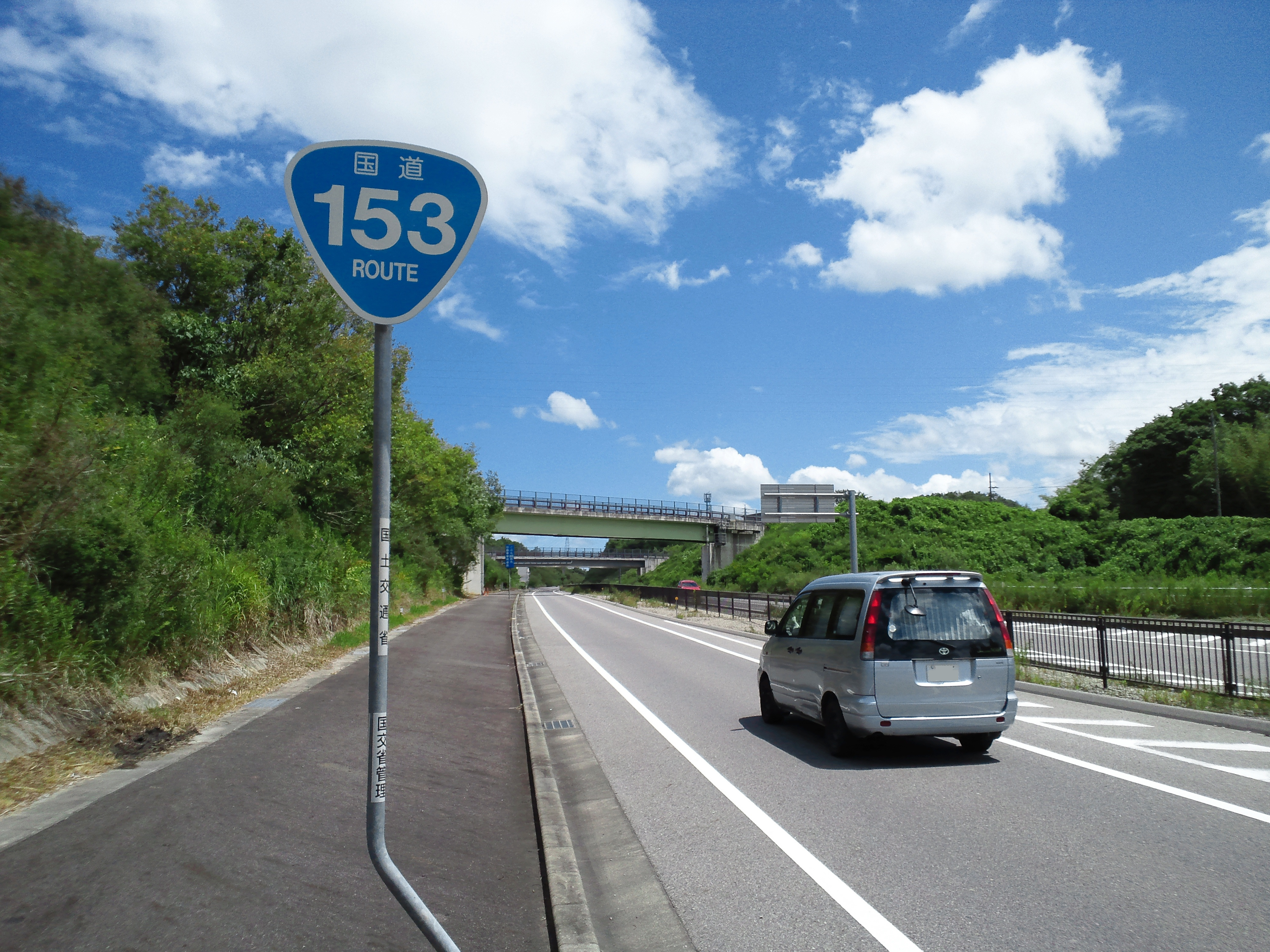
豊田勘八IC付近（2012年8月）

豊田北バイパス（とよたきたバイパス）は、愛知県豊田市逢妻町から同市勘八町に至る国道153号バイパス（総延長 6.8 km）である。全線が一般広域道路「衣浦豊田道路」の一部に指定されている。

## 概要
国道155号豊田南バイパスと共に豊田市の中心市街地周辺を環状に結ぶ、豊田外環状の一部を構成する。2005年（平成17年）3月19日に豊田市道平戸橋水源線から豊田勘八ICまでの区間が、2019年（令和元年）6月8日に都市計画道路平戸橋土橋線までの区間が暫定2車線で開通している。
国土交通省中部地方整備局事業評価監視委員会の資料では、費用便益分析算定上の仮定の暫定供用開始年次は2032年度（令和14年度）、供用開始年次は2046年度（令和28年度）とされている。

### 路線データ
- 起点：愛知県豊田市逢妻町
- 終点：愛知県豊田市勘八町
- 総延長：6.8 km（供用区間：1.9 km）
- 道路規格 : 第3種第1級
- 設計速度：80 km/h
- 道路幅員：25.0 m（平面部） - 60.0 m（掘割部：側道含む）
- 車線数：完成4車線（暫定2車線）
- 計画交通量：42,200台/日
- 全体事業費：449億円（国道155号 - 都市計画道路平戸橋水源線区間：5.7 km）

## 主な構造物
- 平戸大橋：390.5 m
  - 渡河橋：鋼3径間連続合理化箱桁橋、橋長：244.5 m、支間長：58.9 + 108.0 + 77.0 m
  - 高架橋：鋼4径間連続少数鈑桁橋、橋長：146.0 m、支間長：33.0 + 40.0 + 40.0 + 33.0 m
  - 幅員12.5 m（歩道3.5 m + 車道8.5 m）、暫定2車線（下り線のみ完成）

## 交差する道路
- 国道155号（予定）
- 国道155号（豊田南バイパス）（予定）
- 国道419号（予定）
- 愛知県道348号西中山越戸停車場線（予定）
- 国道153号（現道）
- 豊田市道平戸橋水源線（豊田外環状）
- C3 東海環状自動車道（豊田勘八IC）

## 歴史
- 1985年度（昭和60年度）：豊田市逢妻町 - 同市平戸橋町（延長6,110 m） 都市計画決定
- 1991年度（平成3年度）：豊田市逢妻町 - 同市勘八町（延長7,230 m） 都市計画変更
- 1994年（平成6年）12月16日：衣浦豊田道路が地域高規格道路計画路線に指定[6]
- 2005年（平成17年）3月19日：豊田市扶桑町 - 同市勘八町（延長1.1 km） 東海環状自動車道（豊田勘八IC）へのアクセス道路として暫定2車線で供用開始
- 2006年度（平成18年度）：豊田市上原町 - 同市扶桑町（延長2.9 km） 事業化
- 2008年度（平成26年度）：豊田市逢妻町 - 同市上原町（延長2.8 km） 事業化
- 2019年（令和元年）6月8日：豊田市平戸橋町 - 同市勘八町（平戸大橋）（延長0.8 km） 開通
- 2021年（令和3年）3月 : 新広域道路交通計画（中部ブロック版）策定に伴い、衣浦豊田道路を一般広域道路に設定[7]。

## 参考資料
- 国土交通省 中部地方整備局
  - 『一般国道153号豊田北バイパス 一般国道155号豊田南バイパス （道路事業）説明資料』2023年12月22日。
  - 『再評価に係る資料【道路事業】』2023年12月22日。
- 国土交通省 中部地方整備局 名四国道事務所
  - “国道153号豊田北バイパス > あらまし”. 2016年4月11日時点のオリジナルよりアーカイブ。2020年5月7日閲覧。
  - 『名四国道事務所 60年のあゆみ』2019年11月。